# داوسونز کریک
داوسونز کریک (انگلیسی: Dawson's Creek) یک مجموعه تلویزیونی درام نوجوانانه آمریکایی است که که از سال ۱۹۹۸ تا ۲۰۰۳ پخش شد. این مجموعه در مورد زندگی گروهی از دوستان است که از دبیرستان شروع می‌شود و تا کالج ادامه می‌یابد. این مجموعه در سال ۲۰۰۷ در فهرست «کلاسیک‌های جدید تلویزیون» انترتینمنت ویکلی در رتبهٔ ۹۰ قرار گرفت. این مجموعه در ۱۴ مهٔ ۲۰۰۳ به پایان رسید.